# Jaroslav Šajtar
Jaroslav Šajtar (* 3. Dezember 1921 in Ostrava; † 4. Februar 2003 in Prag) war ein tschechoslowakischer Schachspieler.
Er spielte für die Tschechoslowakei bei zwei Schacholympiaden: 1952 und 1954. Außerdem nahm er zweimal an den europäischen Mannschaftsmeisterschaften (1957 und 1961) teil. 
Bei den tschechoslowakischen Einzelmeisterschaften 1952 wurde er Zweiter und 1953 geteilter Dritter.
Er war ein Schüler von Jan Foltys.
Im Jahre 1950 wurde ihm der Titel Internationaler Meister (IM) verliehen, 1985 der Titel Ehrengroßmeister (HGM). Seit dem Jahr 1955 war er auch Internationaler Schiedsrichter. Bei den Frauen-Weltmeisterschaften 1978, 1984 und 1988 zum Beispiel war er der Hauptschiedsrichter.